# Sven Bärtschi
Sven Bärtschi (ur. 5 października 1992 w Langenthal, Kanton Berno) – szwajcarski hokeista.

## Kariera
- SC Langenthal U17 (2006-2008)
- SC Langenthal U20 (2007-2010)
- SC Langenthal (2009-2010)
- Zug U20 (2010)
- Portland Winterhawks (2010-2012)
- Calgary Flames (2012)
- Abbotsford Heat (2012-2013)
- Calgary Flames (2013-2015)
- Vancouver Canucks (2015-2021)
  -  Utica Comets (2019-2020)
- Vegas Golden Knights (2021)
- Henderson Silver Knights (2021-2023)
- SC Bern (2022-2023)

Wychowanek klubu SC Langenthal. W czerwcu 2010 roku został zawodnikiem klubu Portland Winterhawks z ligi WHL, w którym występował przez dwa sezony. W drafcie NHL z 2011 został wybrany przez Calgary Flames. Zadebiutował w nim w marcu 2012 roku, rozgrywając 5 meczów. Ponadto w KHL Junior Draft w 2012 wybrany przez Siewierstal Czerepowiec (runda 3, numer 91). Od września 2012 roku na okres lokautu w sezonie NHL (2012/2013) występował w klubie farmerskim, Abbotsford Heat w rozgrywkach AHL. Od stycznia 2013 roku ponownie w zespole Calgary Flames. Od marca 2015 zawodnik Vancouver Canucks. Pod koniec lipca 2021 ogłoszono jego transfer do Vegas Golden Knights. Tam rozgrał jeden mecz w NHL, a poza tym grał w zespole farmerskim w AHL. W maju 2022 przeszedł do SC Bern. Mimo kontraktu podpisanego do wiosny 2025, latem 2023 ogłosił zakończenie kariery z powodów zdrowotnych.
Uczestniczył w turnieju mistrzostw świata w 2014.
Inny szwajcarski hokeista Patrik Bärtschi nie jest z nim spokrewniony.

## Sukcesy
Indywidualne
- Mistrzostwa świata juniorów do lat 18 w 2010:
  - Jeden z trzech najlepszych zawodników reprezentacji
- Western Hockey League 2010/2011:
  - Pierwsze miejsce w klasyfikacji strzelców wśród pierwszoroczniaków: 34 gole
  - Pierwsze miejsce w klasyfikacji asystentów wśród pierwszoroczniaków: 51 asyst
  - Pierwsze miejsce w klasyfikacji kanadyjskiej wśród pierwszoroczniaków: 85 punktów
- Canadian Hockey League 2010/2011:
  - CHL Top Prospects Game
- Western Hockey League 2011/2012:
  - Pierwsze miejsce w klasyfikacji asystentów w fazie play-off: 20 asyst
  - Pierwsze miejsce w klasyfikacji kanadyjskiej w fazie play-off: 34 punkty
  - Drugi skład gwiazd (Zachód)